# Citheronia azteca
Citheronia azteca är en fjärilsart som beskrevs av William Schaus 1896. Citheronia azteca ingår i släktet Citheronia och familjen påfågelsspinnare. Inga underarter finns listade i Catalogue of Life.

## Bildgalleri

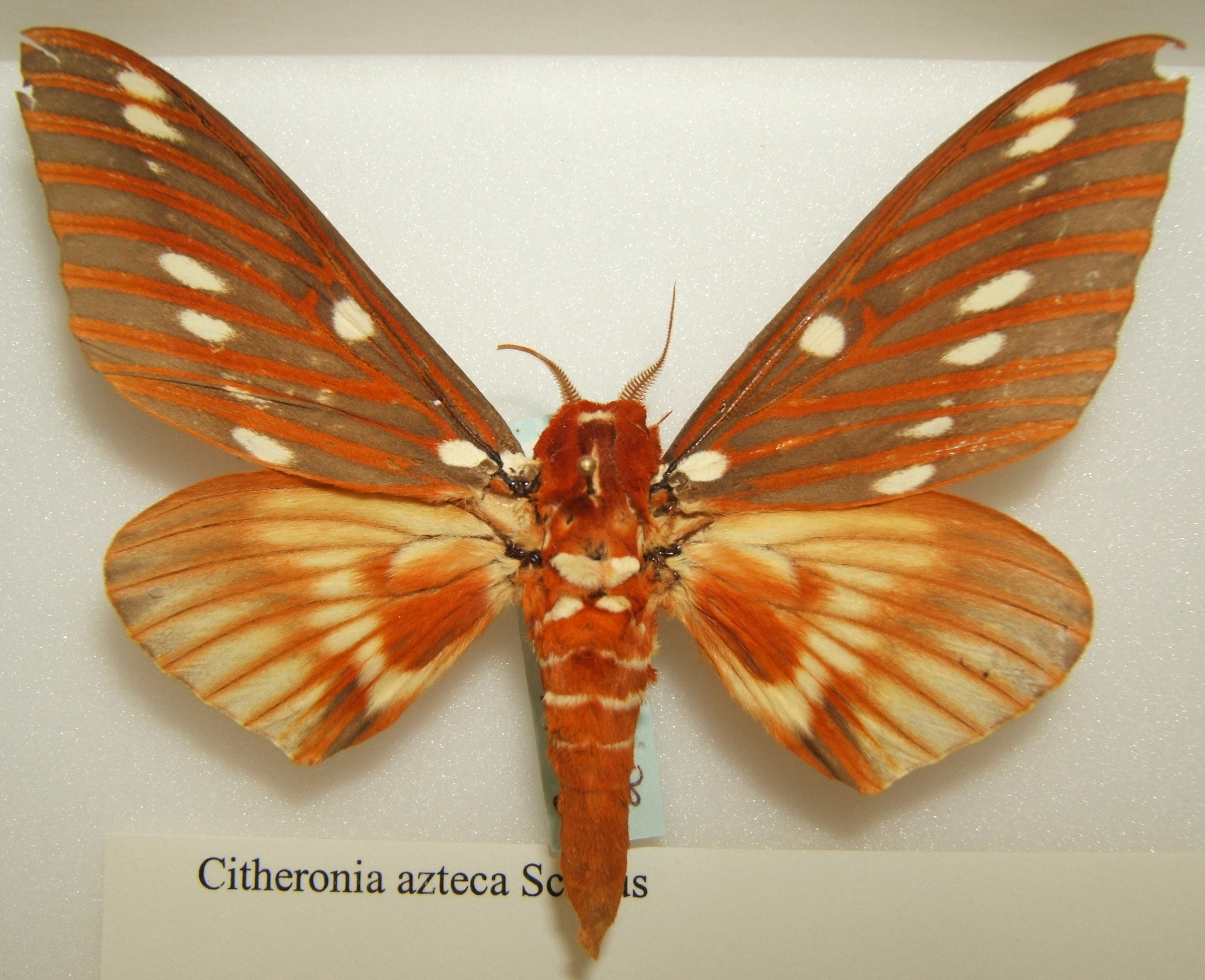